# Brotomys contractus
Chuột lang Haiti (Brotomys contractus) là một loài động vật có vú trong họ Echimyidae, bộ Gặm nhấm. Loài này được Miller mô tả năm 1929.